# Вілліс Едвардс
Вілліс Едвардс (англ. Willis Edwards, 28 квітня 1903, Ньютон — 27 вересня 1988, Лідс) — англійський футболіст, що грав на позиції півзахисника. По завершенні ігрової кар'єри — тренер.
Виступав за клуби «Честерфілд» та «Лідс Юнайтед», а також національну збірну Англії.

## Клубна кар'єра
Народився у шахтарському селищі Ньютон у графстві Дербішир. З юнацьких років працював у шахті, присвячуючи вільний час грі у футбол у складі сільської команди, де його помітили і запросили до себе представники клубу «Честерфілд».
У дорослому футболі 16-річний на той час Едвардс дебютував 1919 року виступами за «Честерфілд», у складі якого взяв участь у 70 матчах чемпіонату. Більшість часу, проведеного у складі «Честерфілда», був основним гравцем команди.
1923 року перейшов до «Лідс Юнайтед», за який відіграв 18 сезонів. Завершив професійну кар'єру футболіста виступами за команду «Лідс Юнайтед» у 1943 році. Протягом цих років взяв участь у понад 400 іграх команди з Лідса.

## Виступи за збірну
1926 року дебютував в офіційних матчах у складі національної збірної Англії. Протягом кар'єри у національній команді, яка тривала 4 роки, провів у формі головної команди країни 16 матчів. У п'яти останніх матчах за збірну виводив її на поле з капітанською пов'язкою.

## Кар'єра тренера
Завершивши виступи на футбольному полі 1943 року, залишився у «Лідс Юнайтед», ставши асистентом головного тренера клубу. 1947 року став очільником його тренерського штабу, проте команда під його керівництвом виступала досить невдало, тож вже наступного року його було замінено на Френка Баклі. Едвардс залишився у клубі, працюючи на посадах тренера і скаута. 1958 протягом деякого часу виконував обов'язки головного тренера команди, яку остаточно залишив 1960 року.
Помер 27 вересня 1988 року на 86-му році життя у Лідсі.